# Vajolet-Türme
Vajolet (německy Vajolettürme, italsky Torre del Vajolet) jsou uskupením deseti dolomitových skalních věží ve středu skupiny Rosengarten (italsky Catinaccio) v Dolomitech v italské provincii Bolzano - Südtirol/Bolzano - Alto Adige. Skalní věže Vajolet se nacházejí na území regionálního přírodního parku Schlern-Rosengarten (německy Naturpark Schlern-Rosengarten, italsky Parco Naturale Sciliar-Catinaccio), vyhlášeného v roce 1974.

## Geografie
Skalní skupinu ohraničuje na severu sedlo Vajoletpass (2459 m n. m.) a na jihu sedlo Laurinpass (2627 m n. m.). Skalní věže Vajolet se nalézají v přírodním parku Schlern-Rosengarten.
Skalní útvar se člení na věže severní a jižní, oddělené od sebe štěrbinou Winklerscharte (2650 m n. m.). Jižní věže představují jeden z nejznámějších symbolů Dolomit.

## Skalní věže

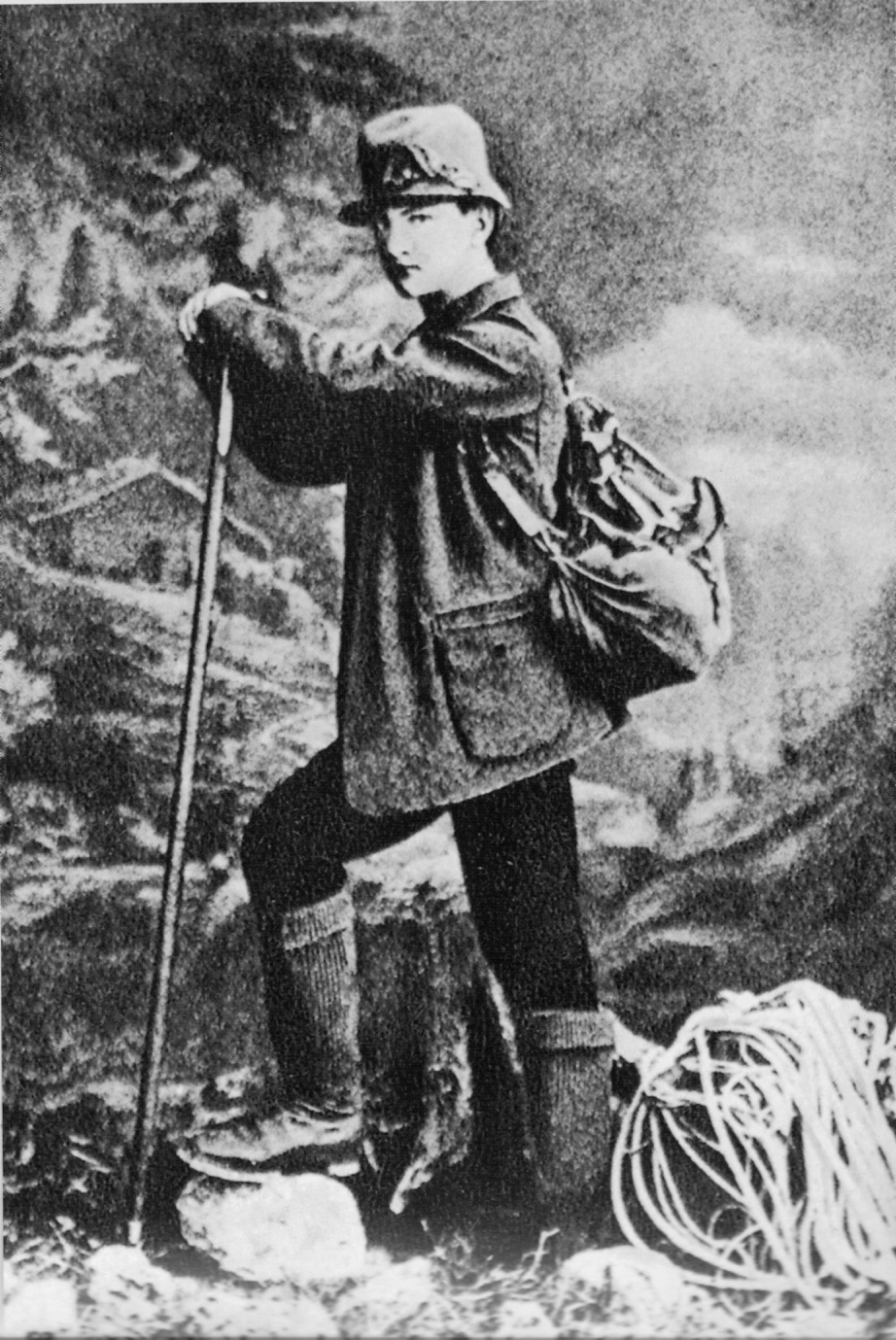
Georg Winkler (1869 - 1888), po němž je pojmenována jedna ze skalních věží Vajolet

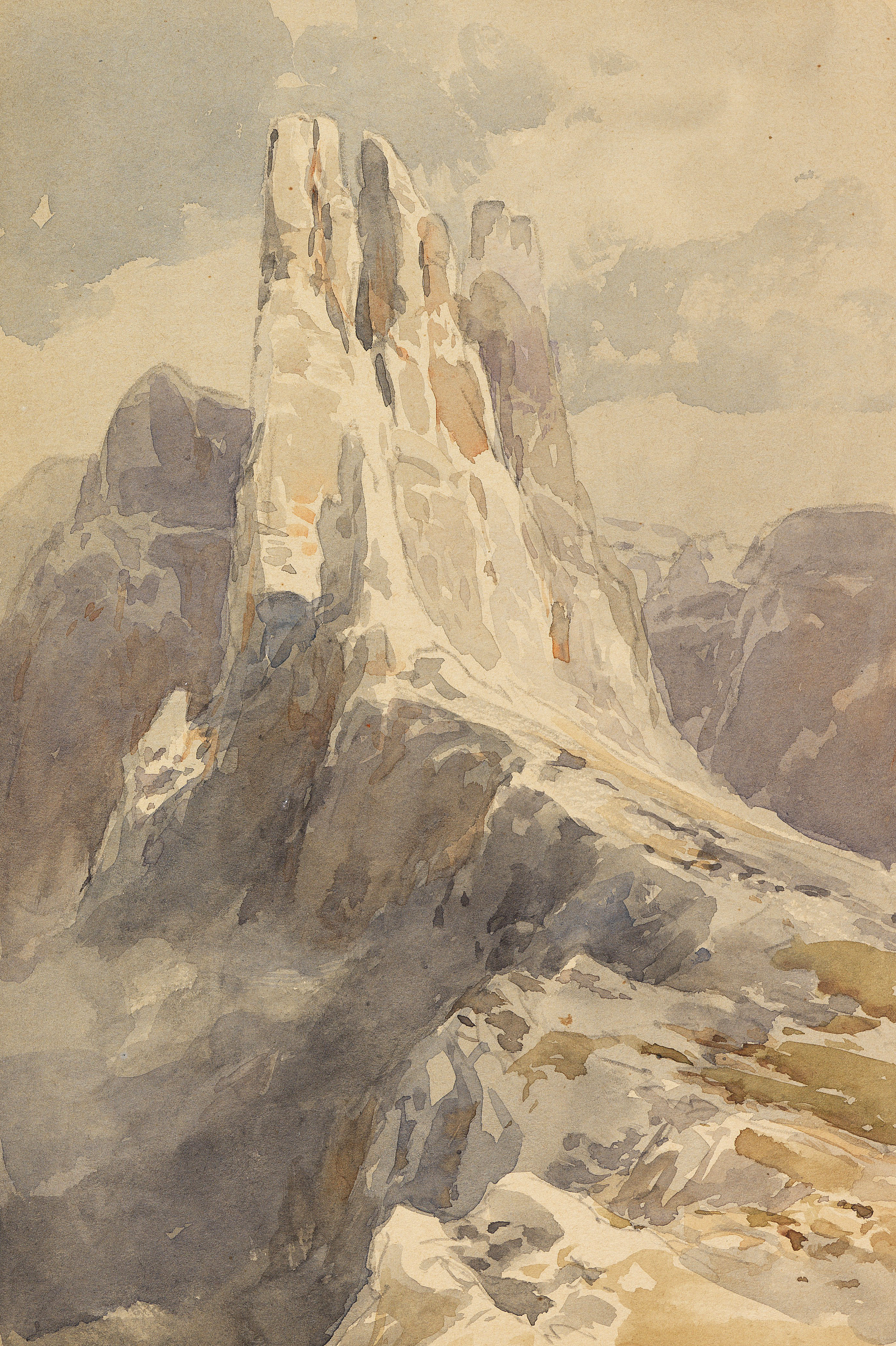
Jižní věže na akvarelové kresbě Edwarda Theodora Comptona z r. 1905

### Severní věže
- Haupturm -Torre Principale (2821 m n. m.)
- Ostturm -Torri Est ( 2813 m n. m.)
- Nordturm (2810 m n. m.)
- Torre Estrema (2710 m n. m.)

- Torre del Passo (2660 m n. m.)
- Torre Marcia (2550 m n. m.)

### Jižní věže
- Stabelertürm - Torre Stabeler (2805 m n. m.)
- Winklertürm - Torre Winkler (2800 m n. m.)
- Delagotürm -Torre Delago (2790 m n. m.)
- Piaztürm -Torre Piaz (2670 m n. m.) [1]

## Tabulka prvovýstupů
| Jméno                         | Výška  | Prvovýstup                                                                    |
| ----------------------------- | ------ | ----------------------------------------------------------------------------- |
| Delagoturm (Torre Delago)     | 2790 m | Hermann Delago 22. září 1895 jižní stěnou („Delagokamine“) (V-, IV a III)     |
| Stabelerturm (Torre Stabeler) | 2805 m | H. Stabeler a H. Helversen 16. července 1892 dnešní normální cesta (III a II) |
| Winklerturm (Torre Winkler)   | 2800 m | Georg Winkler 1887 jižní stěnou (1 krok IV+, několik míst IV- III a II)       |
| Nordturm (Torre Nord)         | 2810 m | H. Stabeler a H. Helversen 12. července 1892 (II)                             |
| Hauptturm (Torre Principale)  | 2821 m | G. Bernard a G. Merzbacher 28. září 1882 (II)                                 |
| Ostturm (Torre Est)           | 2813 m | H. Stabeler a H. Helversen 12. července 1892 (II)                             |

## Dostupnost
Oblast skalních věží Vajolet je jednou z nejnavštěvovanějších oblastí v Dolomitech. Ročně sem zavítají tisíce turistů a horolezců, včetně méně zkušených lezců, neboť výstupové cesty na skalní věže jsou dobře zajištěné a mnohé jsou klasifikovány kolem stupně obtížnosti IV. Nachází se zde také velice populární Via Ferrata Santner, která představuje zajištěnou přístupovou cestu ke komplexu věží Vajolet ze západní strany. Trasa je poměrně krátká (délka 400 metrů, z toho 150 m ocelových lan a žebříků). Přesto, že je dobře zajištěná, došlo na ní už k několika smrtelným nehodám, naposledy v roce 2006, kdy zde zahynuli dva němečtí návštěvníci.